# 21926 Джейкобперрі
21926 Джейкобперрі (21926 Jacobperry) — астероїд головного поясу, відкритий 4 листопада 1999 року.
Тіссеранів параметр щодо Юпітера — 3,239.